# 桑吉昂島

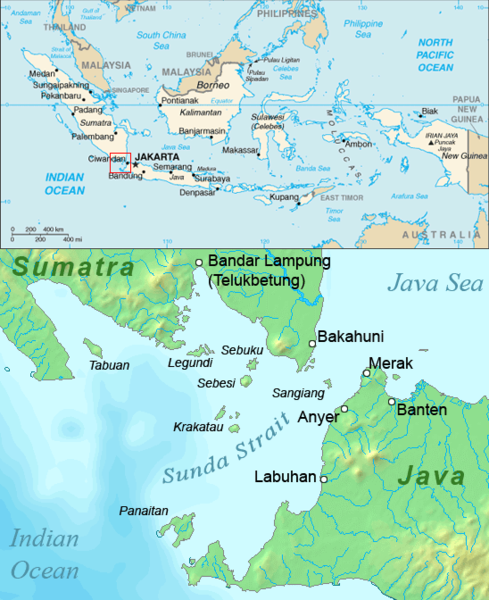
桑吉昂島（Sangiang）位置

桑吉昂島是印度尼西亞的島嶼，位於蘇門答臘和爪哇島之間的巽他海峽，由萬丹省管轄，預計2025年竣工連接蘇門答臘與爪哇島的巽他海峽大橋將途經此島。
5°57′21″S 105°51′18″E / 5.95583°S 105.85500°E